# Paviljoen Welgelegen

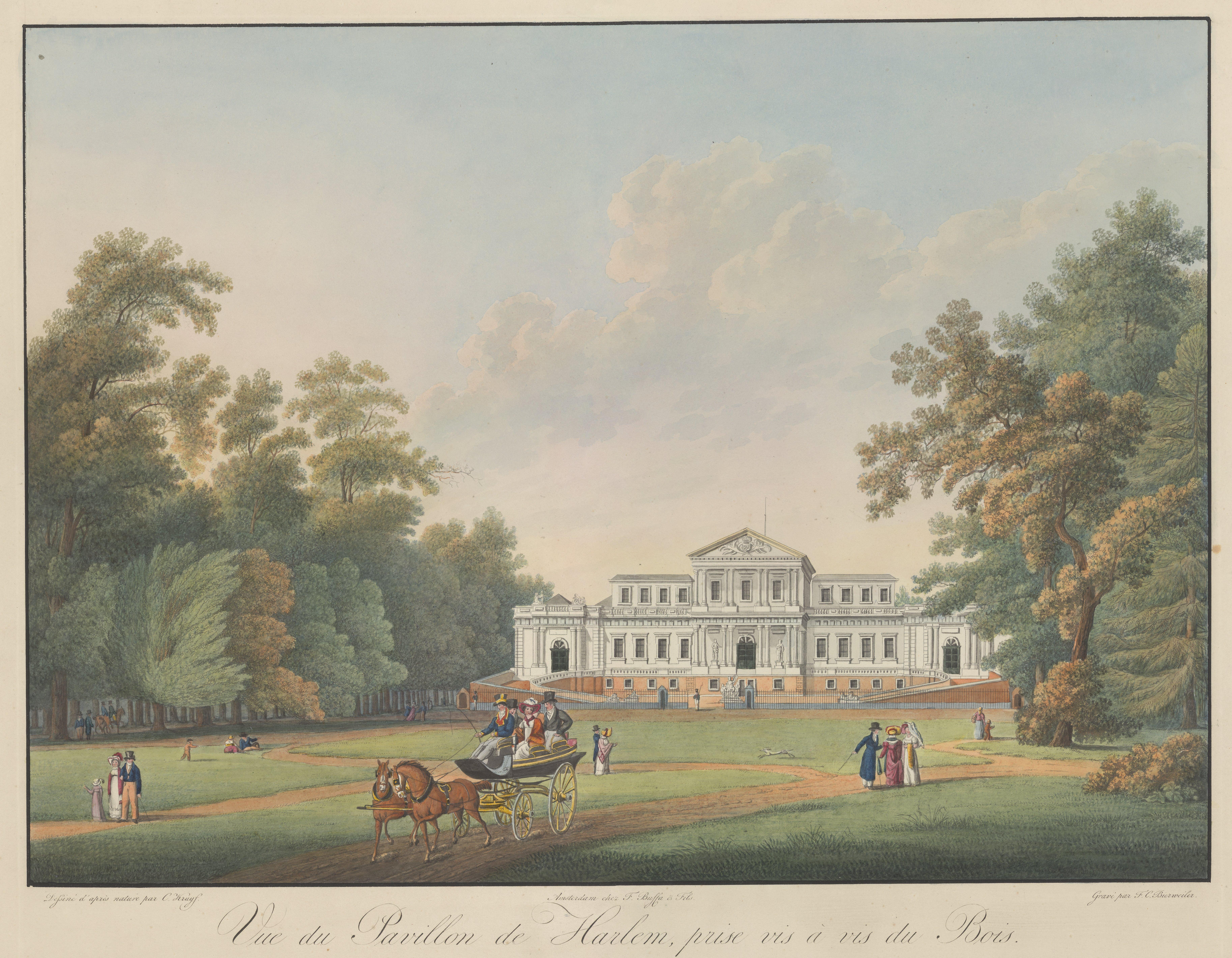
Welgelegen, kopergravure uit 1815 van F.C. Bierweiler

Paviljoen Welgelegen is een landhuis, gebouwd in 1785-1789 in neoclassicistische stijl, aan de Paviljoenslaan tegenover de Haarlemmerhout in de Nederlandse stad Haarlem. Het heeft verschillende functies gehad en is sinds 1930 het Provinciehuis van Noord-Holland.
Bij de gewijzigde wijkindeling in 2016 is het paviljoen in de gelijknamige buurt Welgelegen in Haarlem Zuid-West komen te liggen.

## Bouw
Voordat Landhuis Welgelegen gebouwd werd, stond er op dezelfde plek een kleiner pand met de naam 'Hofstede Welgelegen', dat verweven werd in Landhuis Welgelegen.
Het landhuis - in een gespiegelde L-vorm met aan de lange zijde een symmetrische voorgevel - werd in opdracht van de rijke in Amerika geboren en in Amsterdam woonachtige bankier Henry Hope gebouwd in de neoclassicistische Lodewijk XVI-stijl. De bouw startte eind 1785 en werd in 1789 voltooid.
Het paleisachtige gebouw was bedoeld om te imponeren en de welstand van de bewoner te tonen. Achter een smeedijzeren hek in empirestijl met pieken en fasces aan de Paviljoenslaan bevindt zich de brede symmetrische voorgevel, aan de zuidzijde naar de Haarlemmerhout gekeerd. De bel-etage wordt bereikt via de achterkant, waar de hoofdingang is. De twee gebogen opritten aan de voorzijde hebben slechts een symbolische functie. Paardenkoetsen konden de draai op de opritten niet maken.
Het hoge middenpaviljoen, met in de top een driehoekig fronton, heeft dubbele Dorische en Ionische zuilen en een attiek met beeldengroepen, gemaakt door de Brusselse beeldhouwer Gilles-Lambert de Godecharles (1750-1815). Het wordt geflankeerd door lagere zijvleugels met geblokte pilasters en boven de deurpartijen bevinden zich reliëfs.
Henry Hope gebruikte het pand vooral om zijn kunstcollectie tentoon te stellen; het interieur van Landhuis Welgelegen herinnert nog aan deze functie. Ook zijn op de binnenplaats van het Landhuis nog enige beelden te vinden. In 1794 verliet de Oranjegezinde Hope Welgelegen richting Engeland. Hij was op de vlucht voor de Franse troepen onder leiding van Jean-Charles Pichegru.

## Architect
De naam van de architect van Paviljoen Welgelegen is niet overgeleverd. De uit Gent afkomstige bouwmeester Pierre Jacques Goetghebuer (1788-1866) schreef in zijn in 1825 uitgegeven boek De voornaamste gebouwen in het Koninkrijk der Nederlanden dat het ontworpen zou zijn door Michel Triquetti, de latere baron de Triqueti en een in Amsterdam wonende consul van Sardinië, en gebouwd door de architect Jean-Baptiste Dubois (1762-1851), die later bouwkunde doceerde in Dendermonde. Triquetti is echter niet bekend als architect en Dubois was bij de aanvang van de bouw begin twintig, nogal jong voor een dergelijk grote opdracht. 
In 2007 werd in het archief van de firma Hope & Co ontdekt dat er door Henry Hope vijf keer geld was betaald aan Abraham van der Hart (1747-1820), die indertijd stadsbouwmeester was van Amsterdam. De eerste geldoverdracht dateerde van februari 1785, toen 3600 gulden werd overgemaakt. De laatste betaling is van oktober 1790. Er zijn geen gegevens bekend dat Hope in deze periode nog een ander bouwproject onder handen heeft genomen, waardoor het sinds de archiefvondst aannemelijk wordt geacht dat Van der Hart de architect is.
Freek Schmidt, schrijver van het boek Passion and Control. Dutch Architectural Culture of the Eighteenth Century uit 2016, sluit niet uit dat Triquetti Van der Hart voorzien heeft van ideeën.

## Latere eigenaren
John Williams Hope, de adoptiefzoon van Henry Hope, werd op 5 juni 1807 de nieuwe eigenaar. Op 20 augustus 1808 kocht koning Lodewijk Napoleon Welgelegen, dat hij van 'Landhuis' omdoopte in 'Paviljoen'. Op 1 juli 1810 deed Lodewijk afstand van de Hollandse troon. Hij verbleef toen in Paviljoen Welgelegen en ondertekende er de acte van abdicatie. In de nacht van 2 op 3 juli vluchtte hij vanuit Paviljoen Welgelegen het land uit. Op 10 oktober dat jaar bepaalde zijn broer Napoleon Bonaparte per decreet dat "le pavillon de Haarlem" onderdeel werd van de keizerlijke kroondomeinen. In december 1813 - nadat de inlijving van Nederland bij het Eerste Franse Keizerrijk ongedaan was gemaakt - verviel het pand als voormalig vijandelijk bezit aan het Soeverein Vorstendom der Verenigde Nederlanden en de opvolger daarvan, het Koninkrijk der Nederlanden.
Prinses Wilhelmina van Pruisen, weduwe van de voormalige stadhouder prins Willem V van Oranje-Nassau, verkreeg per souverein besluit van 14 juni 1814 het vruchtgebruik over Paviljoen Welgelegen. Ze zou het pand tot aan haar dood in juni 1820 in gebruik nemen als zomerverblijf en er meerdere zomers in doorbrengen.
Tijdens de Tweede Wereldoorlog werd Nederland veroverd door nazi-Duitsland en verviel Welgelegen van mei 1940 tot mei 1945 aan de Duitse bezettende macht. Op 15 juli 1943 werd besloten om Welgelegen kosteloos over te dragen aan de provincie Noord-Holland, mits de commissaris der Provincie (de opvolger van de commissaris van de Koning) vóór 1 januari 1944 daartoe een verzoek zou indienen. Op 23 september 1943 stelde de commissaris van de Provincie daarvoor een conceptbesluit op, maar dat werd nooit vastgesteld. Na de overgave van de Duitsers kwam het pand weer in handen van de Nederlandse staat. Op 5 januari 1949 werd alsnog het gebouw - 'om niet' - overgedragen aan de provincie Noord-Holland, doch als ingangsdatum gold 1 januari 1944.

## Museumcomplex
Omdat het pand nogal wat gebreken vertoonde en duur was in onderhoud bood de staat het in 1828 te koop aan bij de gemeente Haarlem, maar die wenste daar niet op in te gaan, waarop overwogen werd het gebouw af te breken. Koning Willem I besloot echter anders en gaf het een museale functie. Van 1838 tot 1885 was in Welgelegen het Museum van Levende Nederlandsche Meesters gevestigd, waarin een deel van de collectie uit het Rijksmuseum van Schilderijen en het Koninklijk Kabinet van Schilderijen werd tentoongesteld. De eerste directeuren waren Johan Steengracht van Oostcapelle vanuit het Koninklijk Kabinet en Cornelis Apostool vanuit het Rijksmuseum.
In 1871 vestigde de Maatschappij ter bevordering van Nijverheid en Handel zich in het pand. Zij richtte het Koloniaal Museum (1871-1923) op en het Museum van Kunstnijverheid (1877-1926). Aan dit museum werd een kunstacademie gekoppeld vanaf 1880 tot 1928, de School voor Bouwkunde, Versierende Kunsten en Kunstambachten. Deze bevond zich in het koetshuis.
Andere musea die in het Paviljoen waren gevestigd, waren het Geologisch Museum (1853 tot 1864) en het Fotografisch Museum (1913 tot circa 1918).

## Provinciehuis

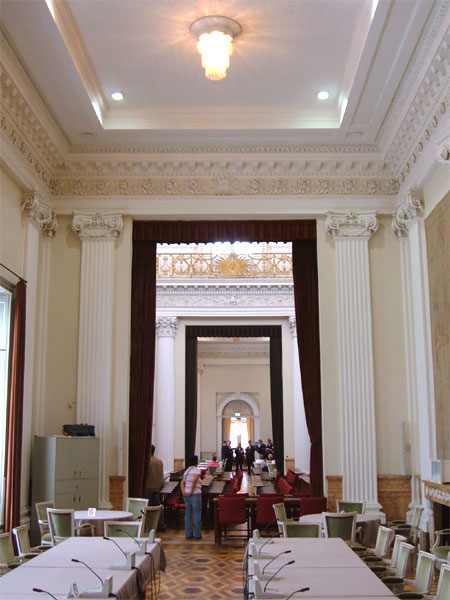
De vergaderzaal van het Provinciehuis.

De Provinciale Staten van Noord-Holland vergaderden op 17 juni 1930 voor het eerst in Paviljoen Welgelegen. Op 10 december 1942 werden de historische vertrekken gesloten voor belangstellenden. Het voormalig koetshuis is gesloopt. Hier kwam in de jaren vijftig de nieuwbouw van het provinciehuis. De nieuwe vleugel – die enigszins afbreuk doet aan het historisch karakter van het gebouw – is te vinden aan de Dreef, ten westen van het provinciehuis. De enige grote wijziging onderging de voormalige muziekkamer: deze veranderde van vorm en werd langwerpig ovaal. In deze zaal vergaderen de Gedeputeerde Staten. Na een grondige restauratie in 2007-2008 werden in het provinciehuis vijf kroonluchters opgehangen van Michel van Overbeeke.
Vandaag de dag draagt het nog steeds de naam 'Paviljoen Welgelegen', de weg langs de voorzijde van het huis, de Paviljoenslaan, verwijst hier ook naar.

## Expositieruimte
Een gedeelte van Paviljoen Welgelegen is tijdens werkdagen publiek toegankelijk en omvat verscheidende expositieruimten met een vaste tentoonstelling over de historie van het gebouw en Dreef-exposities met hedendaagse kunst. De stijlkamers zijn te bezichtigen via een rondleiding op afspraak.

## Tuin

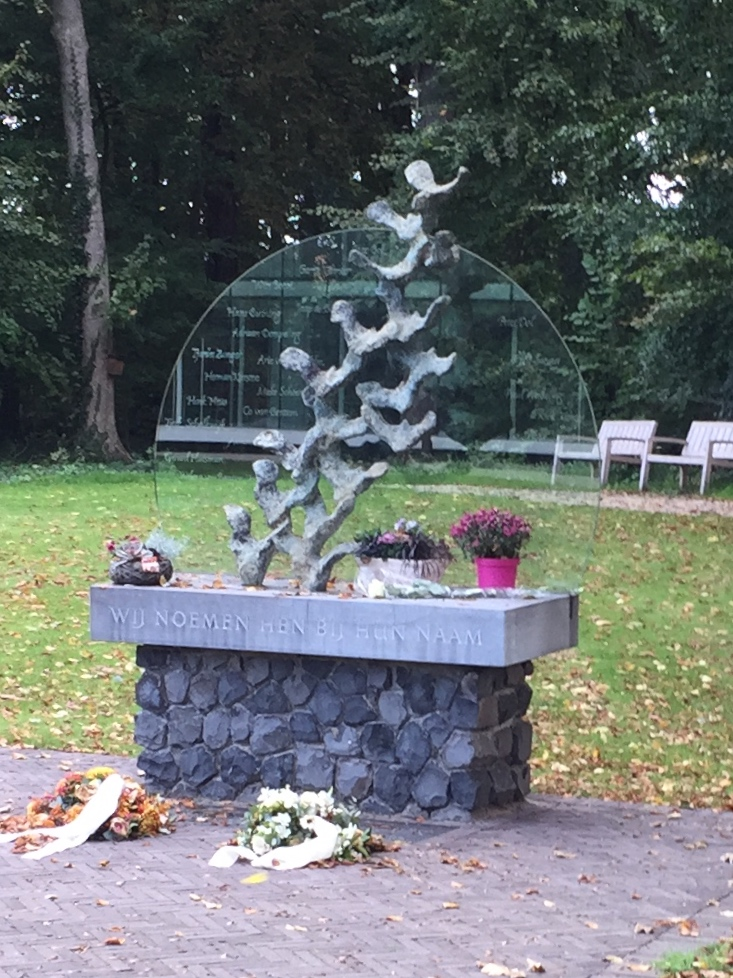
Herdenkingsbeeld van de Dakotaramp in de tuin.

De tuin is onderdeel van het Frederikspark dat in 1890 is ontworpen door de familie Zocher. Ook zijn voor het Paviljoen twaalf loden beelden gemaakt, de 18e-eeuwse Righetti-beeldengroep, door de Italiaanse beeldhouwer Francesco Righetti (1749-1819). Hiervan zijn er nog zeven over. Zij stellen voor: Amor, Apollo, Mercurius, Euterpe, Ganymedes met adelaar, Bacchus en Amphelos (een satyr). Het zevende kunstwerk is een beeldengroep die de Laocoöngroep voorstelt, een verkleinde kopie van het marmeren beeld dat in de Vaticaanse Musea te Rome staat. In 2005 besloten Gedeputeerde Staten het aan het Rijksmuseum te schenken, omdat het in slechte staat verkeerde en niet langer in de openlucht mocht staan. Het Rijksmuseum heeft het gerestaureerd en na de voltooiing van de verbouwing in het atrium gezet. In de tuin van Welgelegen staat sinds 2009 een bronzen afgietsel van de beeldengroep.
In de tuin staat ook een monument ter herdenking van de Dakotaramp van 25 september 1996. Een Douglas DC-3 Dakota stortte toen neer in de Waddenzee en alle 32 inzittenden, waaronder veel medewerkers van de provincie, kwamen om het leven.